# Мирошник, Михаил Петрович
Михаил Петрович Мирошник (1913—1996) — красноармеец Рабоче-крестьянской Красной Армии, участник Великой Отечественной войны, Герой Советского Союза (1943).

## Биография
Михаил Мирошник родился 13 ноября 1913 года в селе Великая Писаревка (ныне — посёлок в Сумской области Украины). Окончил четыре класса школы, после чего работал сначала в родительском хозяйстве, затем в колхозе. В начале Великой Отечественной войны оказался в оккупации, после освобождения в августе 1943 года Мирошник был призван на службу в Рабоче-крестьянскую Красную Армию. С сентября того же года — на фронтах Великой Отечественной войны, в боях два раза был ранен и контужен.
К сентябрю 1943 года красноармеец Михаил Мирошник был стрелком 955-го стрелкового полка 309-й стрелковой дивизии 40-й армии Воронежского фронта. Отличился во время битвы за Днепр. В ночь с 21 на 22 сентября 1943 года Мирошник в составе штурмовой группы переправился через Днепр в районе хутора Монастырёк (ныне — в черте посёлка Ржищев Кагарлыкского района Киевской области Украины) и принял активное участие в боях за захват и удержание плацдарма. Во время захвата плацдарма Мирошник лично уничтожил около 20 вражеских солдат и офицеров, а затем отразил три немецких контратаки.
Указом Президиума Верховного Совета СССР от 23 октября 1943 года за «мужество и отвагу, проявленные при форсировании Днепра и удержании плацдарма на правом берегу реки» красноармеец Михаил Мирошник был удостоен высокого звания Героя Советского Союза с вручением ордена Ленина и медали «Золотая Звезда» за номером 3995.
В 1944 году Мирошник был демобилизован по инвалидности. Проживал на родине, работал в колхозе. Скончался 14 июля 1996 года, похоронен в Великой Писаревке.
Был также награждён орденом Отечественной войны 1-й степени и рядом медалей.